# Yehimilk
Yehimilk (in fenicio 𐤉𐤇𐤌𐤋𐤊, yhmlk; ... – X secolo a.C.) è stato un re di Biblo.

## Biografia e regno
È menzionato in un'iscrizione fenicia in cui Yehimilk restaura i Templi sacri ed è appellato come "re giusto, legittimo" (mlk ṣdq, 𐤌𐤋𐤊𐤑𐤃𐤒) sottolineando la sua origine non reale.